# Asfeld
Asfeld är en kommun i departementet Ardennes i regionen Grand Est (tidigare regionen Champagne-Ardenne) i nordöstra Frankrike. Kommunen ligger  i kantonen Asfeld som ligger i arrondissementet Rethel. År 2022 hade Asfeld 1 081 invånare.

## Befolkningsutveckling
Antalet invånare i kommunen Asfeld
Referens: INSEE